# Championnats du monde d'Ironman 2021
Navigation
Édition précédente Édition suivante
Les championnats du monde d'Ironman 2021 se déroulent exceptionnellement le 7 mai 2022 à  Saint George dans l'Utah aux Etats-Unis. Ils sont organisés par la World Triathlon Corporation. C'est la 44e édition de l'épreuve historique du triathlon longue distance.

## Contexte
L'épreuve se déroule le 7 mai 2022, pour l'attribution du titre 2021. Après l'annulation en 2020 pour cause de Covid-19, puis un report en 2021, le titre 2021 se dispute pour la première fois hors du site historique de Kailua-Kona dans les iles d'Hawaï et sur le continent à Saint George dans l'Utah. Ce site a précédemment reçu en septembre 2020 les championnats du monde d'Ironman 70.3.  Le parcours exigeant propose un dénivelé positif de 2 250 m pour la partie cyclisme et de 430 m pour le marathon. La compétition réunit les meilleurs compétiteurs du moment et les favoris habituels du circuit longue distance. Le forfait pour blessure du tenant du titre, l'Allemand Jan Frodeno, et de son compatriote double champion Patrick Lange offre à plusieurs challengers l'opportunité de s'imposer sur le championnat. Chez les féminines, la tenante du titre l'Allemande Anne Haug doit défendre sa couronne face à la quadruple championne, la Suissesse Daniela Ryf. La vice-championne britannique Lucy Charles ne pouvant participer pour cause de blessure, sa compatriote Katrina Matthews se pose également en prétendante au titre.

## Résumé de course

### Kristian Blummenfelt triple couronne
La course commence sans le Norvégien Gustav Iden qui, touché par une infection respiratoire, ne peut pas prendre part à la compétition. Le Britannique Alistair Brownlee est également forfait à la suite d'une contamination virale. La partie natation est maitrisée par le Français Sam Laidlow et le Danois Daniel Bækkegård qui prennent deux minutes d'avance à la première transition. La partie vélo voit la formation de deux groupes de tête distants de cinq minutes sur le parcours vallonné que propose exceptionnellement le championnat du monde. Les deux groupes arrivent à la seconde transition avec quatre minutes trente d'écart. Laidlow, Smith, Angert, Baekkegard et Currie sortant les premiers du parc, suivit par Cameron Wurf, Le Canadien Lionel Sanders et Kristian Blummenfelt. Sous un temps chaud et sec, Braden Currie prend la tête de la course à compter du 5e km. Kristian Blummenfeld sortie avec quatre minutes de retard de la dernière transition commence une remontée exceptionnelle en maintenant un rythme de course élevé. Au kilomètre 21, il prend la seconde place et continue sa remontée pour reprendre au 30e km, Braden Currie qui ne peut résister au tempo du Norvégien et ne parviendra plus à l'inquiéter. Kristian Blummenfeld passe la ligne d'arrivée en vainqueur et remporte le championnat du monde d'Ironman 2021 en 7 h 49 min 16 s. Le résultat du nouveau champion marque la compétition, s'agissant seulement de sa seconde course sur compétition Ironman. Lionel Sander réussit à se hisser sur la deuxième marche du podium en reprenant Braden Currie dans les derniers mètres de la course, ce dernier conservant toutefois la troisième place du championnat. Premier français, Léon Chevalier se classe 6e en 8 h 1 min 41 s,.
Kristian Blummenfeld réalise avec cette victoire un triplé qui marque l'histoire du triathlon, en remportant la même année le titre olympique, le championnat du monde courte distance (WTCS) et le championnat du monde Ironman.

### Daniela Ryf5etitre
La Suissesse Daniela Ryf reprend le titre à l'Allemande Anne Haug en dominant largement ces adversaires du jour. Séparé de son entraineur Brett Sutton et après deux ans en demi-teinte, laissant imaginer un possible déficit de succès dans sa carrière sportive, elle renoue avec le succès à l'issue d'une course qu'elle maitrise de bout en bout. Sortie de l'eau avec quatre minutes de retard sur la tête de course, elle comble rapidement son retard durant la partie vélo. En compagnie de la Britannique Katrina Matthews, elle se détache de toutes ses poursuivantes au 60e kilomètres du parcours cycliste. Continuant sa progression, elle affiche sept minutes d'avance sur la Britannique à mi-parcours et 15 minutes sur Anne Haug. La partie marathon qu'elle clôture en moins de trois heures maintien un écart de dix minutes sur sa première poursuivante. Elle franchit la ligne d'arrivée avec émotion pour un 5e titre mondial. Elle remporte ce nouveau titre mondial en 8 h 34 min 59 s. Katrina Matthews pour sa première participation monte sur la deuxième marche du podium en résistant jusqu'à la ligne d'arrivée au retour d'Anne Haug qui prend la troisième place,.

## Résultats du championnat du monde
« Top 10 » de l'édition 2021,.

### Hommes
| Pos.               | Temps           | Nom                  | Pays             | Détail temps | Détail temps | Détail temps    | Détail temps | Détail temps    |
| Pos.               | Temps           | Nom                  | Pays             | Natation     | T1           | Cyclisme        | T2           | Course à pied   |
| ------------------ | --------------- | -------------------- | ---------------- | ------------ | ------------ | --------------- | ------------ | --------------- |
| Médaille d'or      | 7 h 49 min 16 s | Kristian Blummenfelt | Norvège          | 49 min 40 s  | 1 min 12 s   | 4 h 18 min 43 s | 1 min 42 s   | 2 h 38 min 01 s |
| Médaille d'argent  | 7 h 54 min 03 s | Lionel Sanders       | Canada           | 52 min 07 s  | 1 min 12 s   | 4 h 16 min 15 s | 2 min 07 s   | 2 h 42 min 25 s |
| Médaille de bronze | 7 h 54 min 19 s | Braden Currie        | Nouvelle-Zélande | 47 min 37 s  | 1 min 04 s   | 4 h 16 min 31 s | 1 min 57 s   | 2 h 47 min 11 s |
| 4                  | 7 h 57 min 51 s | Chris Leiferman      | États-Unis       | 52 min 02 s  | 1 min 15 s   | 4 h 18 min 35 s | 1 min 36 s   | 2 h 44 min 25 s |
| 5                  | 7 h 59 min 35 s | Florian Angert       | Allemagne        | 47 min 40 s  | 1 min 16 s   | 4 h 16 min 15 s | 1 min 44 s   | 2 h 52 min 43 s |
| 6                  | 8 h 01 min 41 s | Léon Chevalier       | France           | 52 min 02 s  | 1 min 19 s   | 4 h 20 min 18 s | 1 min 42 s   | 2 h 46 min 23 s |
| 7                  | 8 h 02 min 06 s | Daniel Baekkegard    | Danemark         | 47 min 30 s  | 1 min 03 s   | 4 h 16 min 42 s | 2 min 04 s   | 2 h 54 min 49 s |
| 8                  | 8 h 02 min 56 s | Sam Laidlow          | France           | 47 min 29 s  | 1 min 41 s   | 4 h 15 min 59 s | 2 min 06 s   | 2 h 55 min 43 s |
| 9                  | 8 h 04 min 36 s | David McNamee        | Royaume-Uni      | 48 min 15 s  | 1 min 13 s   | 4 h 27 min 07 s | 1 min 53 s   | 2 h 46 min 10s  |
| 10                 | 8 h 06 min 38 s | Ben Hoffman          | États-Unis       | 51 min 48 s  | 1 min 25 s   | 4 h 24 min 26 s | 1 min 51 s   | 2 h 47 min 10 s |

### Femmes
| Pos.               | Temps           | Nom                     | Pays        | Détail temps    | Détail temps | Détail temps    | Détail temps | Détail temps    |
| Pos.               | Temps           | Nom                     | Pays        | Natation        | T1           | Cyclisme        | T2           | Course à pied   |
| ------------------ | --------------- | ----------------------- | ----------- | --------------- | ------------ | --------------- | ------------ | --------------- |
| Médaille d'or      | 8 h 34 min 59 s | Daniela Ryf             | Suisse      | 54 min 42 s     | 1 min 17 s   | 4 h 37 min 47 s | 1 min 37 s   | 2 h 59 min 36 s |
| Médaille d'argent  | 8 h 43 min 49 s | Kat Matthews            | Royaume-Uni | 54 min 48 s     | 1 min 26 s   | 4 h 44 min 41 s | 1 min 59 s   | 3 h 00 min 47 s |
| Médaille de bronze | 8 h 47 min 03 s | Anne Haug               | Allemagne   | 54 min 47 s     | 1 min 24 s   | 4 h 52 min 54 s | 2 min 01 s   | 2 h 56 min 00 s |
| 4                  | 8 h 55 min 21 s | Skye Moench             | États-Unis  | 54 min 44 s     | 1 min 13 s   | 4 h 53 min 13 s | 1 min 51 s   | 3 h 04 min 21 s |
| 5                  | 9 h 00 min 09 s | Ruth Astle              | Royaume-Uni | 59 min 23 s     | 1 min 25 s   | 4 h 50 min 50 s | 1 min 58 s   | 3 h 06 min 35 s |
| 6                  | 9 h 03 min 31 s | Lisa Nordén             | Suède       | 52 min 39 s     | 1 min 18 s   | 4 h 49 min 23 s | 1 min 39 s   | 3 h 18 min 34 s |
| 7                  | 9 h 08 min 34 s | Laura Siddall           | Royaume-Uni | 59 min 22 s     | 2 min 15 s   | 4 h 52 min 36 s | 1 min 37 s   | 3 h 12 min 46 s |
| 8                  | 9 h 09 min 40 s | Fenella Langridge       | Royaume-Uni | 52 min 26 s     | 1 min 51 s   | 5 h 01 min 15 s | 2 min 14 s   | 3 h 11 min 56 s |
| 9                  | 9 h 13 min 35 s | Gurutze Frades Larralde | Espagne     | 1 h 01 min 49 s | 1 min 23 s   | 5 h 10 min 23 s | 1 min 59 s   | 2 h 58 min 02 s |
| 10                 | 9 h 14 min 32 s | Maja Stage-Nielsen      | Danemark    | 54 min 49 s     | 1 min 21 s   | 5 h 08 min 59 s | 1 min 35 s   | 3 h 07 min 50 s |